# Chlor(methyl)silan
Chlor(methyl)silan ist eine chemische Verbindung aus der Stoffklasse der Silane. Sie besteht aus einem zentralen Siliciumatom, um welches tetraedrisch zwei Wasserstoffatome und jeweils ein Chloratom und ein Methylrest koordiniert sind. 

## Darstellung
Chlor(methyl)silan kann durch die Chlorierung von Methylsilan mit Chlorwasserstoff in Gegenwart von Aluminiumchlorid als Katalysator bei erhöhter Temperatur hergestellt werden. Als Nebenprodukt entsteht Dichlor(methyl)silan.
{\displaystyle \mathrm {H_{3}SiCH_{3}+\ HCl{\xrightarrow[{AlCl_{3}}]{100\,{}^{\circ }C,24h}}\ H_{2}ClSiCH_{3}\ +\ H_{2}} }

## Eigenschaften
Es handelt sich um eine bei Raumtemperatur gasförmige Verbindungen, die sich bei −46 °C (bei 13 hPa) verflüssigt und bei −135 bis −134 °C erstarrt.

## Verwendung
Chlor(methyl)silan kann zur Herstellung von organischen Silanen dienen. Der Chlorsubstituent dient hierbei als Abgangsgruppe und kann in einer Substitutionsreaktion durch Nukleophile ausgetauscht werden. Als Nukleophile können beispielsweise Grignard-Verbindungen oder Organolithium-Verbindungen verwendet werden.